# Guthrie Govan
Guthrie Govan (* 27. prosince 1971) je anglický kytarista. V letech 2000 až 2006 byl členem skupiny Asia. V letech 2007 až 2009 hrál s kapelou Asia Featuring John Payne. Rovněž působil ve skupinách GPS a The Aristocrats a také hrál s Hansem Zimmerem. Roku 2006 vydal sólové album s názvem Erotic Cakes. Během své kariéry spolupracoval s mnoha dalšími hudebníky, mezi něž patří například Richard Hallebeek, Marco Minnemann, Bryan Beller a Steven Wilson. Jeho bratrem je hudebník Seth Govan. Je znám svojí bezchybností a umí všechny techniky hry na elektrickou kytaru. Také má absolutní sluch. Používá elektrické kytary značek Suhr a Charvel a zesilovače značky Victory Amps.